# مقتل سميرة نظير
سميرة نظير هي امرأة باكستانية إنجليزية في الخامس والعشرين من العمر. توفيت في الخامس من إبريل عندما قتلها أفراد عائلتها في جريمة شرف.
تخرجت من جامعة "تايمز فالي"، وعملت كمستشارة توظيف. وقعت في حب لاجئ أفغاني في بريطانيا، وأرادت الزواج منه رغم رفض عائلتها. كانت قد رفضت كل المتقدمين لها وقبلتهم عائلتها. رفضت عائلتها الأفغاني لأنه كان من طبقةٍ أخرى. بعد جدال، قتلها أخوها أزهر نظير (30 عامًا) وقريبها عمران "17 عامًا) بالطعن أكثر من 18 مرة باستخدام أربعة سكاكين. حدثت الجريمة أمام أفرادٍ آخرين من عائلتها منهم اثنين من بنات أخيها، واحدة عمرها سنتين وأخرى عمرها أربع سنوات.
في الرابع عشر من يوليو 2006، حكم القاضي من محكمة «أولد بايلي» على أزهر نظير وعمران محمد بالسجن المؤبد. حكم على أبيها أيضًا لكنه توفي قبل المحاكمة.
قال جون ريد المفتش الذي عمل على القضية في شرطة متروبوليتان: «ليس هناك أي شيءٍ مشرفٍ في قتلها القاسي».

## أنظر أيضا
جرائم الشرف في المملكة المتحدة:
- مقتل شافيليا أحمد
- مقتل رانيا العايد
- مقتل بناز محمود